# Dico Koppers
Pour les articles homonymes, voir Koppers.
Dico Koppers, né le 31 janvier 1992 à Harmelen, est un footballeur néerlandais. Il évolue au PEC Zwolle au poste d'arrière gauche.

## Biographie

### En équipe nationale
Avec les moins de 17 ans, il participe au championnat d'Europe des moins de 17 ans en 2009. Lors de cette compétition, il joue cinq matchs. Les Pays-Bas s'inclinent en finale contre l'Allemagne, après une séance de tirs au but.
Il dispute quelques mois plus tard la Coupe du monde des moins de 17 ans organisée au Nigeria. Lors du mondial junior, il joue trois matchs : contre la Colombie, la Gambie, et l'Iran (deux défaites, une victoire).